# Enicospilus brevicornis
Enicospilus brevicornis là một loài tò vò trong họ Ichneumonidae.